# Ньюболд, Стивен
Стивен Ньюболд (англ. Stephen Newbold; род. 5 августа 1994, Олд-Байт, остров Кэт, Багамские Острова) — багамский легкоатлет, специализирующийся в спринтерском беге. Бронзовый призёр Олимпийских игр 2016 года в эстафете 4×400 метров. Чемпион мира среди юношей (2011) в беге на 200 метров.

## Биография
Начинал свою карьеру в лёгкой атлетике с бега на 400 метров с барьерами. В этой дисциплине он в 15 лет выиграл соревнования CARIFTA Games и участвовал в юношеских Олимпийских играх (занял 11-е место).
В 2011 году стал победителем юношеского чемпионата мира на дистанции 200 метров. Его прогресс заметили в Университете штата Флорида, и уже осенью он начал учиться и тренироваться в кампусе в Таллахасси. Завоевал в составе студенческой команды несколько призовых мест в эстафетах 4×100 и 4×400 метров на чемпионатах NCAA.
Во Флориде ему пришлось предстать перед судом по делу о незаконном применении оружия. В марте 2013 года он был арестован полицией по обвинению в выстреле из пистолета в пределах городской черты и сопротивлении аресту. Разбирательство завершилось в ноябре 2013 года, когда Стивен признал свою вину, после чего судом ему был назначен испытательный срок в 1 год. На протяжении всех 8 месяцев, что длились слушания, он был временно отстранён от тренировок в университете.
Участвовал в Олимпийских играх 2016 года в предварительных забегах в эстафете 4×400 метров. Стивен помог сборной Багам квалифицироваться в финал, где вместо него в состав был включён Майкл Мэтью. В обновлённом составе багамцы завоевали бронзовые медали, уступив сборным США и Ямайки.

## Основные результаты
| Год  | Турнир                       | Место проведения          | Дисциплина        | Место       | Результат |
| ---- | ---------------------------- | ------------------------- | ----------------- | ----------- | --------- |
| 2010 | Чемпионат мира среди юниоров | Монктон, Канада           | 400 м             | 41-е (заб.) | 50,62     |
| 2010 | Юношеские Олимпийские игры   | Сингапур                  | 400 м с/б         | 11-е        | 53,20     |
| 2011 | Чемпионат мира среди юношей  | Лилль, Франция            | 200 м             | 1-е         | 20,89     |
| 2011 | Чемпионат мира среди юношей  | Лилль, Франция            | шведская эстафета | 5-е         | 1.52,51   |
| 2012 | Чемпионат мира среди юниоров | Барселона, Испания        | эстафета 4×100 м  | 6-е         | 39,74     |
| 2012 | Чемпионат мира среди юниоров | Барселона, Испания        | эстафета 4×400 м  | 11-е (заб.) | 3.08,96   |
| 2014 | Чемпионат мира по эстафетам  | Нассау, Багамские Острова | эстафета 4×100 м  | —           | DQ        |
| 2016 | Олимпийские игры             | Рио-де-Жанейро, Бразилия  | эстафета 4×400 м  | 6-е (заб.)  | 2.59,64   |